# سليمة آيت محمد
سليمة آيت محمد ، ولدت في 30 نيسان / أبريل 1969 في Iboudraren في منطقة القبائل، هي طالبة دكتوراه في الفلسفة، صحفية، كاتبة، شاعرة و مؤلفة قصص قصيرة وتاريخية كما أنها محاضرة من فرنسية من أصل القبائل.
نشأت في الجزائر العاصمة. غادرت بلدها عام 1994 إثر موجة من الهجمات الإرهابية ضد زميلها وصديقها الطاهر جعوط، واستقرت منذ ذلك التاريخ في جنوب فرنسا. اتسمت أعمالها الشعرية بألم المنفى.
ملتزمة الناشط في الكفاح من أجل حرية التعبير والحقوق العالمية تخصصت في مسألة العلمانية والتسامح. تتقاطع كتاباتها مع مخاوف ثقافتها الأصلية، القبائل، بشأن بقائها، وأخبار ثقافات البحر الأبيض المتوسط القديمة، المهددة بالانقراض.
هي من اوائل الذين أنتجوا الخط البربرية. مع شخصيات في تيفيناغ، واحدة من أكثر الكتب القديمة، حاولت المساهمة في الحفاظ على هذا التراث. لها أعمال فن الخط شاركت  بها في بعض المعارض.

## الكتب
- «الجزائر، حزين، المساء» الشعر، Ed. أوقات أخرى، أيار / مايو 1996.
- «كتابات الجزائر، مختارات من الشعراء الجزائريين», Ed. أوقات أخرى، أيلول / سبتمبر 1996.
- «المأكولات المصرية من الفراعنة إلى يومنا هذا», Ed. مرة أخرى في نيسان / أبريل 1997، إعادة طبعة في تشرين الأول / أكتوبر 1998 أيار / مايو 2006.
- «حكايات البحر الأبيض المتوسط», Ed. مرة أخرى في آذار / مارس 1998.
- «حكايات السحر هوت القبائل», Ed. في أوقات أخرى، أيار / مايو 1999، إعادة طبعة في آذار / مارس 2000.
- «اليونانية الشعر المعاصر، من الجزر ويفكر», Ed. أوقات أخرى، أيار / مايو 2000.
- "من الجزائر، الحب، الشعر، Ed. مرة أخرى في شباط / فبراير 2001.
- 100 كلمة أن يكون مفهوما، ضد العنصرية ومعاداة السامية، إد حافة الماء، أيلول / سبتمبر 2014
- حكايات السحر عالية القبائل، طبع Sefraber ، كانون الأول / ديسمبر 2014
- فهم العلمانية اليوم، ساليما آية-محمد سارة Bernaud-ماير، أوفيليا Desmons برنارد Jolibert, Aurélien Liarte وأندريه Tosel, طبعات عوفاديا، أيار / مايو 2017